# CEI 61131-1
CEI 61131-1 est le premier chapitre de la normalisation CEI 61131 pour les automates programmables industriels, intitulé CEI 61131-1: Partie 1: Informations générales.
Ce chapitre donne des informations générales sur les automates programmables, leurs périphériques associés, les outils de programmation et de mise au point, les interfaces homme machine, etc. qui sont prévues pour être utilisés dans la norme.